# Maśniakowa
Maśniakowa (słow. Mašnáková, 972 m) – szczyt w masywie Orawicko-Witowskich Wierchów, położony w ich grani głównej pomiędzy Magurą Witowską (1232 m) a Beskidem (906 m). Jest on mało wybitny i słabo wyróżnia się w otoczeniu. Zachodnie stoki góry, opadające do doliny potoku Jelešna są w większości zalesione, natomiast wschodnie, zbiegające do doliny Czarnego Dunajca, zajmowane są przez polany wypasowe i pola uprawne. Administracyjnie szczyt leży na terenie wsi Witów oraz Sucha Góra i znajduje się pod zarządem Wspólnoty Leśnej Uprawnionych Ośmiu Wsi.
W słowackim podziale fizycznogeograficznym Mašnáková zaliczana jest do Skoruszyńskich Wierchów.

## Szlaki turystyczne
Orawice – Wyżnie Działy – Maśniakowa – Sucha Góra Orawska.